# Knattspyrnufélagið Þróttur
Knattspyrnufélagið Þróttur, även känd som Þróttur Reykjavík, är en fotbollsklubb från Reykjavik på Island. Fotbollslaget spelar år 2009 i högsta divisionen.
Fotbollsklubben grundades år 1949 och deras hemmastadion är Valbjarnarvöllur med en kapacitet för 2 000 åskådare.